# Alternatives Protein
Alternatives Protein (auch Smart Protein) ist ein Oberbegriff für Produkte, die den Geschmack, die Textur und die Kocheigenschaften von Produkten aus der Tierhaltung – wie Fleisch, Fisch, Eier und Milch – aufweisen, aber nicht durch das Halten oder Schlachten von Tieren hergestellt werden. Zu den alternativen Proteinquellen gehören pflanzenbasierte Lebensmittel, kultiviertes Fleisch und fermentationsbasierte Produkte. Die Forschung ist interdisziplinär und reicht von der Landwirtschaft bis zur Akzeptanz bei Konsumenten.

## Formen von alternativen Proteinen
Es gibt im Kern drei Wege, um alternative Proteine bereitzustellen, die vergleichbare Eigenschaften wie tierische Produkte aufweisen:
- Pflanzenbasierte Lebensmittel
- In-vitro-Fleisch
- Fermentation